# Hamra Nationalpark
Hamra Nationalpark,er en nationalpark i Ljusdals kommun, Gävleborgs län i Sverige. Parken, som er en del af Orsa Finnmark i landskabet Dalarna, har et areal på 28 hektar og blev oprettet i 1909.
Her findes en varier urskov, hvor de ældste træer er omkring 300 år gamle. 